# 김현정 (1979년생 화가)
김현정(金賢靜, 1979년 3월 29일 ~ )은 대한민국의 화가이다. 1998년 스톰 4기 모델로 데뷔하였다.

## 학력
- 배화여자대학교 의상디자인과
- 방통대 영문과 학사

## 칼럼
- 2012년부터 세계일보 미술칼럼 배우화가 김현정의 그림 토크를 연재했다. 이 칼럼은 작가 자신의 그림을 스스로 평론하며 미술이론, 미술사 등에 관한 작가의 의견을 반영하고 있다.
- 2017년부터 가톨릭평화신문 문화칼럼 배우화가 김현정의 영화 & 명화를 매주 연재 중이다.

## 화가
2009년 위안부 문제를 다룬 연극 '나비'를 마지막으로 배우로서 활동을 마치고 '가톨릭상담봉사자과정'에서 1년 넘게 심리상담 교육을 받은 후 화가가 되었다. 이를 통해 2014년 6월에는 첫 개인전인 <묘사와 연기>가 열렸으며, 2014년 11월 9일부터 11월 19일까지 백남준, 이왈종과 함께 중국 베이징에서 <하나에서 셋으로:한국 예술가 3인전>에 작품전을 열었다.

## 필모그래피

### 드라마
| 연도            | 방송사 | 제목             | 역할         | 배역      |
| --------------- | ------ | ---------------- | ------------ | --------- |
| 1999년          | KBS    | 광끼             | 진달래       |           |
| 1999년          | MBC    | 점프             | 김현정 역    |           |
| 2000년          | KBS    | 사랑하세요?      | 말자 역      |           |
| 2001년          | SBS    | 아버지와 아들    | 순이 역      |           |
| 2001년          | MBC    | 그 햇살이 나에게 | 말희 역      |           |
| 2002년          | MBC    | 한 잎의 여자     | 옥희 역      |           |
| 2003년          | MBC    | 옥탑방 고양이    |              | 우정 출연 |
| 2003년          | MBC    | 복어             | 미란 역      |           |
| 2004년          | MBC    | 빙점             | 선숙 역      |           |
| 2005년          | MBC    | 내 이름은 김삼순 | 장영자 역    |           |
| 2006년          | MBC    | 너네 호영이      | 혜진 역      |           |
| 2008년 ~ 2009년 | PBC    | 오!마이갓1,2     | 젬마 수녀 역 |           |
| 2008년          | MBC    | 사랑해, 울지마   | 현주 역      |           |

### 영화
- 2000년 《해변으로 가다》 - 남경 역/ 쿠엔필름 (김인수 감독)
- 2004년 《마지막 늑대》 - 두미 역/ 제네시스 필름 (구자홍 감독)
- 2004년 《경복궁》 - 여자 역 (권지연 감독)

### 연극
- 2000년 다이닝 룸 - 헬렌 외 역/ 바탕골 외 (A.R.Gurney 작, 최형인 연출)
- 2005년 어머니의 이름으로 - 여인 역/ 꼬스트홀 (이규원 작, 방은미 연출)
- 2006~2008년 나비 - 진아, 하나꼬 역/ 국내 및 캐나다 토론토, 밴쿠버 순회 공연 (김정미 작, 방은미 연출)

### 광고
- TV광고 P&G위스퍼/ 롯데제과 에센/ 모토로라/ 도도 화장품 / 오리온 센스민트(박상면과 함께 출연) 외 다수
- 표지 키키/ 신디 더 퍼키/ 휘가로 외 다수
- 전속 STORM/ 클라이드/ VIKI 외 다수

### 뮤직비디오
- 1998년 태사자 - 아그작
- 1998년 A.R.T - Love Story

## 전시회
- "삼인행"

장소 : 대한민국 서울 평창동 가나컨템포러리
일시 : 2014년 2월 4일~12일
참여작가 :이왈종 작가·김경렬 작가·김현정 작가
- "묘사와 연기"

장소 : 대한민국 서울 갤러리 아트링크
일시 : 2014년 6월 23일~7월 18일
대표작 : 《랄라 독립도》, 《잠자리 천국》, 《랄라와 소녀상》, 《바게뜨 십자가》
- "일분위삼 - 한국현대예술가3인전"

장소 : 중국 베이징 진르미술관
일시 : 2014년 11월 8일~19일
참여작가 :고 백남준 작가·이왈종·김현정 작가
- "서도무문 - 한국서법예술교류전"[3]

장소 : 중국 베이징 주중한국문화원 / 파주 민족화해센터 순례자 갤러리
일시 : 2016년 3월 16일~26일 / 2016년 8월 9일~16일
참여작가 :왕옥지·이목·도현우·정성훈·정해인·김현정 작가
- "선물"[4]

장소 : 대한민국 서울 갤러리 1898
일시 : 2016년 9월 28일~10월 4일
대표작 : 《기도》, 《St. 마더 데레사》, 《무지개 랄라》, 《무지개 여행》

## 저서 및 출판 목록
대표 저서로는 《랄라의 외출》이 있으며, 이 서적은 2014년에 세종도서 문학나눔에 선정되어 화제가 되기도 하였다.